# Burhar
Burhar là một thị xã và là một nagar panchayat của quận Shahdol thuộc bang Madhya Pradesh, Ấn Độ.

## Địa lý
Burhar có vị trí 23°13′B 81°32′Đ / 23,22°B 81,53°Đ Nó có độ cao trung bình là 482 mét (1581 foot).

## Nhân khẩu
Theo điều tra dân số năm 2001 của Ấn Độ, Burhar có dân số 17.746 người. Phái nam chiếm 53% tổng số dân và phái nữ chiếm 47%. Burhar có tỷ lệ 69% biết đọc biết viết, cao hơn tỷ lệ trung bình toàn quốc là 59,5%: tỷ lệ cho phái nam là 75%, và tỷ lệ cho phái nữ là 62%. Tại Burhar, 14% dân số nhỏ hơn 6 tuổi.